# Liraglutid
Liraglutid ist ein Arzneistoff aus der Gruppe der Inkretinmimetika, der als Medikament gegen Typ-2-Diabetes und zur Gewichtsreduktion bei Adipositas zugelassen ist.

## Anwendung
Liraglutid wird bei Typ-2-Diabetes als Mittel nachrangiger Wahl zusätzlich zu Diät und körperlicher Aktivität angewendet in der Monotherapie, wenn Metformin nicht vertragen wird oder in Kombination mit diversen anderen Antidiabetika und Insulin bei nicht ausreichender Wirkung. Das Medikament wird in einem Fertigpen verkauft und einmal täglich vom Patienten selbst unter die Haut (subkutan) gespritzt. Zum Einsatz bei Typ-2-Diabetes wird es in Deutschland von den Krankenkassen übernommen.
In der Anwendung zur Unterstützung der Gewichtsabnahme ist Liraglutid bei einem Body-Mass-Index (BMI) ab 30, bei Bestehen von Begleiterkrankungen schon bei einem BMI ab 27 angezeigt. Zum Zweck der Gewichtsreduktion wird es jedoch nicht von den Krankenkassen übernommen. Der Patient muss die Kosten selbst tragen, sie betragen in der EU bei 3 mg täglich ungefähr 290 € pro Monat (Stand 2019).
Bei Einsatz gegen Übergewicht wird empfohlen, die Behandlung abzubrechen, wenn ein erwachsener Patient nach 12 Wochen nicht mindestens 5 % seines Körpergewichts verloren hat. Für die Behandlung von Kindern ab 12 Jahren gilt es die Therapie abzubrechen, wenn der Patient nach 12 Wochen seinen BMI nicht um vier Prozentpunkte verringern konnte.

## Wirkung

Schematische Darstellung der Strukturen von Semaglutid und Liraglutid, im Vergleich zu GLP-1(7-37)

Liraglutid ist ein verzweigtkettiges Peptid mit der Summenformel C172H265N43O51. Es ist ein gentechnisch hergestelltes Analogon des Inkretins GLP-1. Die Sequenzhomologie liegt bei 97 %. Lys 34 wurde durch Arg ersetzt und an Lys 26 wurde über einen Glu-Spacer eine C16-Fettsäure angehängt. Durch diese Modifikationen konnte die Halbwertszeit von GLP-1 (2 Minuten) auf 13 Stunden stark verlängert werden. Die Fettsäure wurde deshalb verwendet, weil sie an Albumin bindet, was die Verweildauer im Plasma erhöht.
Es wirkt als GLP-1-Rezeptoragonist durch den s.g. Inkretin-Effekt antidiabetisch, indem es die Insulinfreisetzung aus den Betazellen der Bauchspeicheldrüse erhöht und die Glukagonfreisetzung aus den Alphazellen erniedrigt und damit die Glukoseabgabe der Leber verringert. Zudem erhöht es die Insulinsensitivität der Körperzellen, verzögert die Magenentleerung und damit die Geschwindigkeit, mit der Glukose ins Blut gelangen kann. Es sendet verstärkte Sättigungsmeldungen in das Gehirn, die den Hunger reduzieren. Da es erst bei erhöhtem Glukosespiegel seine volle Wirkung entfaltet, sind Unterzuckerungen bei Liraglutid seltener als bei einigen anderen Antidiabetika.

## Nebenwirkungen
Häufige Nebenwirkungen sind Unterzuckerung, als Monotherapie in der Zulassungsstudie ausschließlich leicht, häufiger, dann auch schwer, in Kombination mit Insulin oder Sulfonylharnstoff-Präparaten. Übelkeit, Durchfall, Schwindel, Bauchschmerzen und Schmerzen an der Injektionsstelle. Sehr selten treten schwerwiegende Nebenwirkungen auf, dies können medulläres Schilddrüsenkarzinom, Angioödem, Pankreatitis, Erkrankungen der Gallenblase und Nierenprobleme sein. Die Anwendung während der Schwangerschaft und Stillzeit ist nicht erforscht und wird daher nicht empfohlen. Da es die Magenentleerung leicht verzögert, kann es die Absorption gleichzeitig verabreichter Arzneimittel beeinflussen.

## Handelsnamen
Der Wirkstoff ist unter dem Namen Victoza als Medikament gegen Typ-2-Diabetes und unter dem Namen Saxenda zur Gewichtsreduktion erhältlich. Unter dem Namen Xultophy ist international ein Kombinationsmedikament aus Liraglutid und Insulin zugelassen. Der Hersteller nahm es 2016 in Deutschland wieder vom Markt, nachdem mit den Krankenkassen keine Einigung über den Erstattungsbetrag erzielt werden konnte. Der Gemeinsame Bundesausschuss (G-BA) hatte im Rahmen der frühen Nutzenbewertung Xultophy keinen Zusatznutzen beschieden. Der Hersteller von Liraglutid ist der dänische Pharmakonzern Novo Nordisk.

## Zulassung und Vermarktung
Liraglutid wurde 2009 in Europa und 2010 in den USA für die Behandlung des Typ-2-Diabetes zugelassen. Im Jahr 2017 war es unter den am häufigsten verschriebene Medikament in den USA auf Platz 195 mit mehr als 3 Millionen Verordnungen. Es gilt inzwischen weltweit als eines der wirkungsvollsten und risikoärmsten Medikamente zur Reduktion von Übergewicht und Adipositas.